# Виджилиа, Алессия
Алессия Виджилиа (итал. Alessia Vigilia, род. 1 сентября 1999, Больцано, Трентино-Альто-Адидже) — итальянская профессиональная велогонщица, выступавшая в 2023 году за женскую команду UCI Top Girls Fassa Bortolo. 

## Карьера
Она является членом клуба Gs Mendelspeck в Лайвесе.
В 2017 году стала вице-чемпионкой мира в индивидуальной гонке среди юниоров, уступив своей соотечественнице Елене Пирроне.
Алессия Виджилиа выступала за команду Valcar PBM в женской командной гонке на Чемпионате мира по шоссейному велоспорту 2018 года.

## Достижения
2016
 Чемпионат Италии среди юниоров — индивидуальная гонка
 Серебряная медаль Чемпионата Европы среди юниоров — индивидуальная гонка
8-я на Чемпионате мира среди юниоров — индивидуальная гонка
2017
 Серебряная медаль Чемпионата мира среди юниоров — индивидуальная гонка
 Серебряная медаль Чемпионата Европы среди юниоров — индивидуальная гонка
2-я на Чемпионате Италии среди юниоров — индивидуальная гонка
2018
8-я на Чемпионате мира — командная гонка
2022
Гран-при города Монселиче
Трофей Преальпи ин Роза
14-я на Чемпионате Европы — индивидуальная гонка
2023
Umag Trophy Ladies
2-я на Классике Морбиана
3-я на Туре Бретани
3-я на Чемпионате Италии — индивидуальная гонка

## Статистика выступления наГранд-турах
| Гонка / Год | 2019 | 2022 |
| ----------- | ---- | ---- |
| Джиро Роза  | 85   | 27   |

## Рейтинги
| Год                 | 2018  | 2019  | 2020  | 2021 | 2022  | 2023  | 2024  |
| ------------------- | ----- | ----- | ----- | ---- | ----- | ----- | ----- |
| Мировой рейтинг UCI | 630-й | 383-й | 708-й | -    | 536-й | 81-й  | 261-й |
| Мировой тур UCI     | 221-й | 153-й | -     | -    | 197-й | 203-й | 246-й |
|                     |       |       |       |      |       |       |       |
| Источник: UCI       |       |       |       |      |       |       |       |